# Comuna de Lesko
Lesko (polaco: Gmina Lesko) é uma gminy (comuna) na Polónia, na voivodia de Subcarpácia e no condado de Leski. A sede do condado é a cidade de Lesko.
De acordo com os censos de 2004, a comuna tem 11 530 habitantes, com uma densidade 103,3 hab/km².

## Área
Estende-se por uma área de 111,58 km², incluindo:
- área agricola: 40%
- área florestal: 46%

## Demografia
Dados de 30 de Junho 2004:
|                      | Total   | Total | Mulheres | Mulheres | Homens  | Homens |
| -------------------- | ------- | ----- | -------- | -------- | ------- | ------ |
|                      | pessoas | %     | pessoas  | %        | pessoas | %      |
| População            | 11 530  | 100   | 5795     | 50,3     | 5735    | 49,7   |
| Densidade (pop./km²) | 103,3   | 100   | 51,9     | 51,9     | 51,4    | 51,4   |

De acordo com dados de 2002, o rendimento médio per capita ascendia a 1273,82 zł.

## Subdivisões
- Bachlawa
- Bezmiechowa Dolna
- Bezmiechowa Górna
- Dziurdziów
- Glinne
- Hoczew
- Huzele
- Jankowce
- Łączki
- Łukawica
- Manasterzec
- Postołów
- Średnia Wieś
- Weremień

## Comunas vizinhas
- Baligród, Olszanica, Solina, Tyrawa Wołoska, Zagórz